# VK Primorje
El VK Primorje (Vaterpolski klub Primorje) és un club de waterpolo de la ciutat de Rijeka, a Croàcia.
El club es va fundar el 1908, com a HŠK Victoria sent el club de natació més antic de Croàcia. Amb aquest nom, el club va estar actiu fins a la Segona Guerra Mundial. El 1948 el club es canvià el nom a Primorje.

## Palmarès
- Lliga de Campions
  - Finalistes (2): 2011–12, 2014–15
- Recopa d'Europa
  - Finalistes (1): 1976–77
- Lliga Adriàtica
  - Campions (3): 2012–13, 2013–14, 2014–15
  - Finalistes (2): 2011–12, 2015–16
- Copa COMEN
  - Campions (1): 1996
- Lliga croata
  - Campions (2): 2013–14, 2014–15
- Copa croata
  - Campions (4): 1995–96, 2012–13, 2013–14, 2014–15
- Lliga iugoslava
  - Campions (1): 1938
- Copa iugoslava
  - Campions (1): 1979